# Pogreška u kraćenju
Pogreška u kraćenju (eng. truncation error) odnosno pogreška odsijecanja je pogreška koja se javlja, a nije ovisna o sklopovlju, kojemu je svojstvena pogreška zaokruživanja (eng. round-off error, razlikovati od pojma pogreške aproksimacije (eng. approximation error, nje. Fehlerschranke, fra. Erreur d'approximation).). Pogreška u kraćenju je u svezi s programskom opremom. 
Korijeni ove pogreške su u procesu diskretizacije kod kojeg se kontinuirane
veličine zaokružuju skupom diskretnih točaka. Ova se pogreška javlja, primjerice, kod numeričke integracije, numeričkog rješavanja diferencijalnih jednadžba ili kod kraćenja beskonačnih nizova.
S obzirom na to da je ova pogreška u svezi s programima, a ne sa sklopovljem, programer ovdje može mnogo više napraviti da se ova pogreška ne pojavljuje odnosno da se ovom pogreškom može upravljati, nadzirati njenu pojavu. Za rješavanje ovog problema razvila se cijela matematička grana - numerička analiza.